# 5-Гидрокситриптофан
5-Гидрокситриптофан (5-HTP), также известный как окситриптан (МНН) — аминокислота, входящая в состав белков. Является прекурсором нейротрансмиттера серотонина. Также является промежуточным веществом в метаболизме триптофана, одной из важнейших аминокислот:

## Применение
5-HTP продаётся без рецепта в Великобритании, США, Канаде и других странах в виде биологически активной добавки. В альтернативной (нетрадиционной) медицине позиционируется как антидепрессант, супрессант аппетита и средство, применяемое при бессоннице. Препарат используется при большом депрессивном расстройстве во многих странах.
Показания к применению — состояния, вызванные низким уровнем серотонина:  бессонница, хроническая головная боль, ожирение, нарколепсия, апноэ сна, булимия, фибромиалгия.
5-HTP эффективнее плацебо в лечении депрессии , способствует увеличению выброса бета-эндорфинов.
Потребление 5-HTP снижает аппетит и приводит к симптомам, связанным с анорексией, в том числе, к снижению веса.
При применении вместе с препаратом Синемет 5-HTP смягчает симптомы болезни Паркинсона.

## Торговые названия
В США и странах Европы 5-HTP выпускается под торговыми названиями 5-HTP, Cincofarm, Levothym, Levotonine, Oxyfan, Telesol, Tript-OH, Triptum..
В России и странах СНГ 5-HTP выпускается под торговыми названиями 5-HTP VITAMIR PRO и TETRALAB

## Метаболизм
Синтез 5-HTP из L-триптофана происходит под действием триптофангидроксилазы с коферментом Н4БП. 5-гидрокситриптофан декарбоксилируется в серотонин (5-гидрокситриптамин или 5-HT) в результате действия декарбоксилазы ароматических аминокислот с помощью витамина B6. Данная реакция происходит одновременно в нервной ткани и печени. 5-HTP проходит гематоэнцефалический барьер, а 5-HT нет.
| 5-HTP | ДАЛА | ДАЛА | Серотонин |
|       |      |      |           |
| PLP   |      |      |           |
|       |      |      |           |
|       |      |      |           |
|       |      |      |           |
|       |      |      |           |

Далее серотонин может превращаться в гормон мелатонин.

## Побочные действия
5-HTP не был тщательно изучен в клинических условиях, поэтому возможные побочные эффекты и взаимодействие с другими препаратами неизвестны. Тем не менее, следует отметить, что существуют неопубликованные отчёты о серьёзных побочных эффектах, которые возникают относительно редко, по крайней мере при умеренных дозировках 5-HTP. С другой стороны, часто возникают острые желудочно-кишечные эффекты, такие как диарея и рвота, что происходит, вероятно, из-за быстрого образования серотонина в верхнем кишечном тракте.

Прямые и косвенные доказательства возможных рисков и побочных эффектов, связанных с передозировкой 5-HTP:
- Повреждение клапана сердца или болезнь (фиброз сердца)[18][19]
- В сочетании с ИМАО или СИОЗС 5-HTP может вызвать острый серотониновый синдром.[20][21]
- В сочетании с карбидопой (лекарство от болезни Паркинсона) 5-HTP вызывает тошноту и рвоту. Этот побочный эффект можно облегчить, используя гранисетрон.[22] У пациентов, использующих карбидопу и 5-HTP, были отмечены случаи склеродерма-подобных заболеваний.[23]